# مستنبت نوفي-ماكنيال-نيكول
مستنبت نوفي-ماكنيال-نيكول أو وسط نوفي-ماكنيال-نيكول (بالإنجليزية: Novy-MacNeal-Nicolle medium)‏ ويُدعى اختصاراً NNN، هوَ مستنبت يُستعمل لزراعة الليشمانيا، حيثُ يتم هذا الأمر عند عدم العثور على الليشمانة عن طريق الكَشط. من المُمكن استخدام هذا المُستنبت لنمو المثقبية الكروزية. يتكون هذا المُستنبت مِن 0.6% كلوريد الصوديوم مُضاف إلى طبق آغار.